# Герб Рацёнжа
Герб Рацёнжа (пол. Herb Raciąża) — официальный символ города Рацёнжа, расположенного в Мазовецком воеводстве Польши.

## Описание
На белом фоне красная оборонительная стена с зубцами с красной башней в центре. Башня покрыта конической крышей.
Оригинальный текст (пол.)W polu białym czerwony mur obronny z blankami z umieszczoną pośrodku basztą barwy czerwonej. Baszta przykryta jest stożkowym daszkiem.— Tradycja Mazowsza. Powiat płoński. Przewodnik subiektywny
Мариан Гумовский в статье «Herby miast województwa warszawskiego», опубликованной в 1937 году в журнале «Miesięcznik Heraldyczny», указывает:

Надлежащим гербом является башня со стеной…вероятно, красная с голубой крышей на белом фоне.
Оригинальный текст (пол.)Właściwym herbem jest baszta z murem...jest ona prawdopodobnie czerwona z niebieskim dachem, na białym tle— Marian Gumowski: «Herby miast województwa warszawskiego»

## История герба
Герб известен с XVI века.
15 декабря 1425 года князем Земовитом IV Рацёнжу были предоставлены городские привилегии. На городской печати XVI века изображена крепостная стена с башней с остроконечной крышей. Вокруг надпись: «S * CIVITATIS * RACZANSENSIS *». Оттиски этой печати находятся на документах, датированных 1553, 1554, 1565 годами и хранящихся в Национальном музее в Варшаве.